# NGC 2870
NGC 2870 is een balkspiraalstelsel in het sterrenbeeld Grote Beer. Het hemelobject werd op 19 maart 1790 ontdekt door de Duits-Britse astronoom William Herschel.

## Synoniemen
- UGC 5034
- MCG 10-14-13
- ZWG 289.8
- KARA 335
- IRAS 09241+5735
- PGC 26856